# Irena Szymkiewicz
Irena Szymkiewicz (ur. 21 kwietnia 1930) – polska aktorka teatralna i filmowa.
Jest absolwentką Akademii Teatralnej im. Aleksandra Zelwerowicza w Warszawie (dyplom w 1954). Studiowała na roku m.in. z: Franciszkiem Pieczką, Mieczysławem Czechowiczem, Jerzym Dobrowolskim, Wiesławem Gołasem, Zdzisławem Leśniakiem. 3 stycznia 1954 zadebiutowała jako aktorka w sztuce Balladyna wg. Juliusza słowackiego w reżyserii Aleksandra Bardiniego na scenie Teatru Nowej Warszawy (obecnie jako  Teatr Studio im. Stanisława Ignacego Witkiewicza). Przez większość aktorskiej kariery była związana ze scenami teatralnymi Wrocławia, przede wszystkim z Teatrem Polskim. Przez jeden sezon (1986-87) grała również w Gnieźnie w Teatrze im. Aleksandra Fredry. W filmie zagrała kilkadziesiąt ról epizodycznych; pojawiła się także w serialach telewizyjnych; m.in.: Na kłopoty… Bednarski (1986) oraz w jednym z odcinków popularnego sitcomu Świat według Kiepskich.

## Filmografia
Filmy:
- Tajemnica dzikiego szybu (1956) jako interesantka
- Zagubione uczucia (1957) jako nauczycielka Adama
- Dezerter (1958) jako pielęgniarka Erna
- Decyzja (1960) jako pielęgniarka
- Uciec jak najbliżej (1971) jako kobieta z pudłem chcąca jechać do Kalisza
- Godzina szczytu (1973) jako urzędniczka
- Bułeczka (1973) jako ekspedientka
- Złoto (1974; film z cyklu Najważniejszy dzień życia) jako Jadwiga Jabłonowska
- Karuzela (1974; film z cyklu Najważniejszy dzień życia) jako urzędniczka
- Żelazna obroża (1975) jako Borowska
- Hazardziści (1975) jako kobieta w sklepie z materiałami
- A jeśli będzie jesień (1976) jako kasjerka w teatrze
- Za rok, za dzień, za chwilę... (1976) jako krawcowa Kondracka
- Wielki układ (1976) jako portierka
- ...droga daleka przed nami... (1979) jako barmanka
- Słodkie oczy (1979) jako Łobodowska, matka Halinki
- Smak wody (1980) jako przyjaciółka Marii
- Zajęcia dydaktyczne (1980) jako kobieta w supersamie
- Wolny strzelec (1981) jako uczestniczka zebrania
- Kobieta samotna (1981) jako kobieta odbierająca pocztę
- Dzień kolibra (1983) jako żona dozorcy
- Na krawędzi nocy (1983) jako kobieta ze wsi
- Problemat profesora Czelawy (1985) jako barmanka
- Przez dotyk (1985) jako salowa w szpitalu
- Dom Sary (1985) jako dama w klubie
- Ucieczka (1986) jako handlarka na bazarze
- Głód serca (1986) jako sąsiadka Marii
- Rykowisko (1986) jako kobieta kupująca bimber od Jasia
- Kogel-mogel (1988) jako pani Helenka

Seriale TV:
- Droga (1973) jako żona weterynarza, pasażerka syrenki (w odc. 1. pt. Musisz to wypić do dna)
- Strachy (1979) jako garderobiana w "Szalejącym Teatrzyku"
- Popielec (1982) jako wdowa Zofia Kruszynowa (w odc. 3. pt. Dzicyzna)
- Trapez (1984) jako sąsiadka Morawskich (w odc. 1. i 2.)
- Na kłopoty… Bednarski (1986) jako pani Pfeffer, właścicielka domu publicznego (w odc. 4. pt. Statek nadziei i odc. 6. pt. Ostatnie lato)
- Życie jak poker (1998-99) jako rencistka rozmawiająca z babcią Połczyńską (epizod w jednym z odcinków)
- Świat według Kiepskich (1999-2022) jako Boczkowa, matka Arnolda Boczka (w odc. 28. pt. Gość w dom – nie ma kołaczy z 2000 roku)